# Decomposizione (chimica)

Rappresentazione semplificata di una generica reazione di decomposizione di un composto AB in due sostanze (semplici o composte) A e B.

La decomposizione chimica (o degradazione o reazione di analisi) è una reazione di scissione di una specie chimica (ad esempio una molecola) in più specie chimiche.
Definibile concettualmente come l'opposto della sintesi chimica, il processo di decomposizione si configura spesso come fattore di disturbo, soprattutto nell'ambito della chimica industriale, in quanto principale meccanismo di degradazione della materia costituita da strutture molecolari complesse (macromolecole, polimeri, farmaci...).
La stabilità di un composto chimico è influenzata dalle condizioni ambientali come calore, radiazioni, umidità o acidità di un solvente. Generalmente un processo di decomposizione non è molto ben definito, dato che una molecola può rompersi in una moltitudine di pezzi più piccoli.
La decomposizione chimica è sfruttata in diverse tecniche analitiche, in particolare nella spettrometria di massa, nell'analisi gravimetrica tradizionale e nella termogravimetria (TGA).

## Reazioni

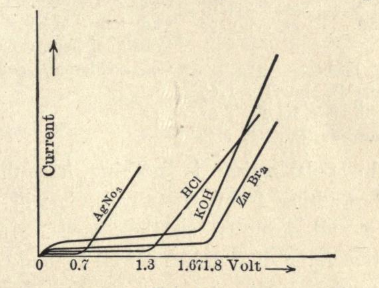
Grafico che mostra l'andamento della corrente al variare del potenziale di cella all'interno di una cella elettrolitica. Ogni curva corrisponde ad un sale immerso nella soluzione elettrolitica e il punto in cui tali curve variano la propria pendenza corrisponde al "potenziale di decomposizione" del sale, cioè la differenza di potenziale elettrico oltre la quale il sale subisce una reazione di decomposizione.

La decomposizione chimica può essere generalizzata nella formula:
{\displaystyle {\ce {AB\to A\,+B}}}
ad esempio l'elettrolisi dell'acqua nei suoi componenti gassosi idrogeno e ossigeno sarà:
{\displaystyle {\ce {2H2O\to 2H2\,+O2}}}
Un esempio di decomposizione spontanea è quella dell'acqua ossigenata, che lentamente si decompone in acqua e ossigeno:
{\displaystyle {\ce {2H2O2\to 2H2O\,+O2}}}
I carbonati si decompongono quando vengono riscaldati producendo il corrispondente ossido metallico e anidride carbonica. Nell'esempio la decomposizione del carbonato di calcio:
{\displaystyle {\ce {CaCO3\to CaO\,+CO2}}}
Anche i clorati metallici si decompongono per riscaldamento generando il corrispondente cloruro metallico e ossigeno. Nell'esempio la decomposizione del clorato di potassio:
{\displaystyle {\ce {2KClO3\to 2KCl\,+3O2}}}